# Дитлоїд
Дитлоїд — це загадка, головоломка, в якій потрібно розгадати фразу за її абревіатурою.
Наприклад: 1вПнВ = Один в полі не воїн. Іменники та прикметники в дитлоїдах прийнято писати з великої літери, а службові частини мови — з малої, та це й так зрозуміло з самих абревіатур.
Назва походить з англійської мови:
1 DITLOID = One Day In The Life Of Ivan Denisovich ?, відомої книги Олександра Солженіцина.